# 白兔記
《白兔記》，全稱《劉知遠白兔記》或作《劉智遠從軍記》，元代南戲，作者不可考，故事源流出於宋劉知遠諸宮調，文字質樸生動，今有滬劇等劇種演繹。二十九齣。

## 故事梗概
五代時，沛縣沙陀村人劉知遠（或作，劉智遠）幼年喪父，隨母改嫁，將繼父家業花費至盡，被繼父逐出家中，流落荒廟，後被同村富室李太公收留。李太公會相面相，見劉知遠有帝王之相，便將女兒李三娘嫁與劉知遠，而李三娘的兄長李洪一及其妻子卻嫌貧愛富，堅決反對招贅劉知遠。李太公不聽，還是招贅了劉知遠。不久李太公夫妻相繼去世，李洪一夫妻便百般虐待劉知遠及李三娘。
兩人設計，令知遠去照顧瓜園，欲讓瓜園中的瓜精害死知遠。而知遠戰勝了瓜精，並得到了兵書和寶劍。從此劉知遠勤讀兵書，日日揣摩，確實已有幾分心得，李三娘鼓勵他到太原從軍，知遠知道家中已待不下去了，便告別了三娘，去并州（多誤寫為邠州）當兵。初在節度使岳彥真麾下做一更夫，冬夜嚴寒，大雪紛飛，劉知遠沿街報更，凜冽北風刺透那破舊的軍衣，又冷又睏跼步難行，劉知遠踡伏在一處臨街樓台下打盹，朦朧中只覺得全身暖和舒暢，不知不覺睡著了。一覺醒來，天已大亮，這才發覺身上多了一件紅錦戰袍，訝異間，聽得一聲大喝：「來人！拿下！」節度使岳彥真勃然大怒。劉知遠還來不及解說，早被推進大門裡，這棟大宅正是岳彥真府第。「好傢伙！竟敢偷竊御賜戰袍。」岳節度使親自審問。劉知遠一頭霧水，直喊冤枉。吵雜聲驚動了內廳裡的三小姐岳秀英，她急促跨進大廳：「昨天晚上我看見有人凍僵在樓下，黑夜中遂將紅錦戰袍蓋在他身上，他不是賊！」岳節使看知遠相貌堂堂，英氣勃勃，經過一番查證便開釋劉知遠。後岳也看出知遠有帝王之相，便招贅知遠為婿。
後劉知遠屢立戰功，進職九州安撫使。而三娘在家受兄、嫂折磨，白天到井邊汲水，晚上在磨房拖磨。因勞累過度，在磨房產下一子，因無剪刀，只好用嘴咬斷臍帶，故取名咬臍郎（刘承祐）。兄嫂欲害死咬臍郎，將咬臍郎拋入荷池中，幸被家人竇公救起。
三娘為了逃避兄、嫂的迫害，便托竇公將咬臍郎送到知遠處撫養。十五年後，咬臍郎長大成人，劉知遠命咬臍郎率兵回沙陀村探望生母。咬臍郎屯兵開元寺，一天出外打獵，因追趕一隻白兔，與正在井邊汲水的李三娘相遇。咬臍郎知道李三娘便是自己的生母後，便回去報知父親。劉知遠遂帶領兵馬回到沙陀村，與三娘團聚。